# Dedinje

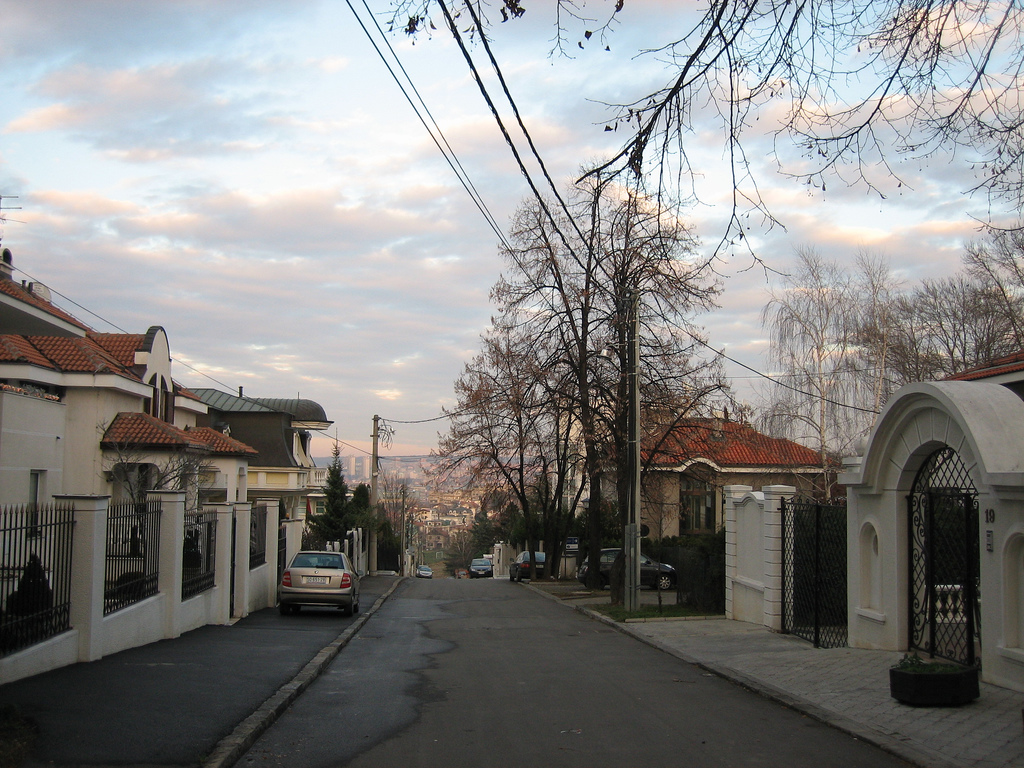
Gata i Dedinje.

Dedinje (Дедиње) är ett exklusivt bostadsområde i Belgrad, Serbien, i kommunen Savski Venac, 8 km söder om Belgrads centrum. 
Här kan man hitta de dyraste villorna i Serbien och många ambassader. I Dedinje lever många kända personer och politiker. Före området urbaniserades låg här vinodlingar. 2002 hade Dedinje 8 704 invånare. Här ligger även Kuća cveća - "blommornas hus" - platsen där Josip Broz Tito ligger begravd. Huset är också ett museum.